# 謝爾蓋·梅爾格良
謝爾蓋·梅爾格良（1928年5月19日—2008年8月20日），是一名亞美尼亞數學家，曾在埃里溫國立大學和斯捷克洛夫數學研究所就讀，提出了梅爾格良定理。:3

## 生平
梅爾格良於克里米亚半岛的辛菲罗波尔出生，在12歲時舉家遷往亞美尼亞蘇維埃社會主義共和國首都埃里溫，16歲時中學畢業；他其後就讀埃里溫國立大學，並在20歲時取得博士學位:3。梅爾格良在1951年提出用多项式來一致逼近的梅爾格良定理，此定理完全解決了多項式逼近的數學問題；翌年，梅爾格良獲頒史太林獎，又被選為俄羅斯科學院通讯院士，當時他年僅24歲。:3
梅爾格良在1951年成為一名教授，在1954至1958年間任教於莫斯科国立大学；當時，梅爾格良的講課吸引了很多人注意，但女學生似乎對他俊俏年輕的外表更感興趣。:3其後，梅爾格良繼續在蘇聯的學府執教，又推動成立埃里溫科學研究學院（又稱為「梅爾格良學院」）:4；他在1975年獲頒紅旗勳章，又在2008年獲授聖梅斯羅布獎章。
2008年，梅爾格良在美國洛杉磯離世；亞美尼亞科學院和亞美尼亞國家科學委員會致函慰問其家人，讚揚梅爾格良是一名傑出的科學家，又認為他在科學方面的才能使亞美尼亞成為蘇聯其中一個主要中心。